# 小克莱里
小克莱里（法語：Cléry-le-Petit，法語發音：[kleʁi lə pəti]）是法国默兹省的一个市镇，与大克莱里相邻，属于凡尔登区。

## 地理
小克莱里（49°22'2"N, 5°10'46"E）面积4.58 平方千米，位于法国大東部大區默兹省，该省份为法国西北部内陆省份，北与比利时接壤，西接马恩省和阿登省，南至上马恩省和孚日省，东临默尔特-摩泽尔省。
与小克莱里接壤的市镇（或旧市镇、城区）包括：默兹河畔布略勒、大克莱里、杜尔孔、默兹河畔丹、利尼德旺丹。

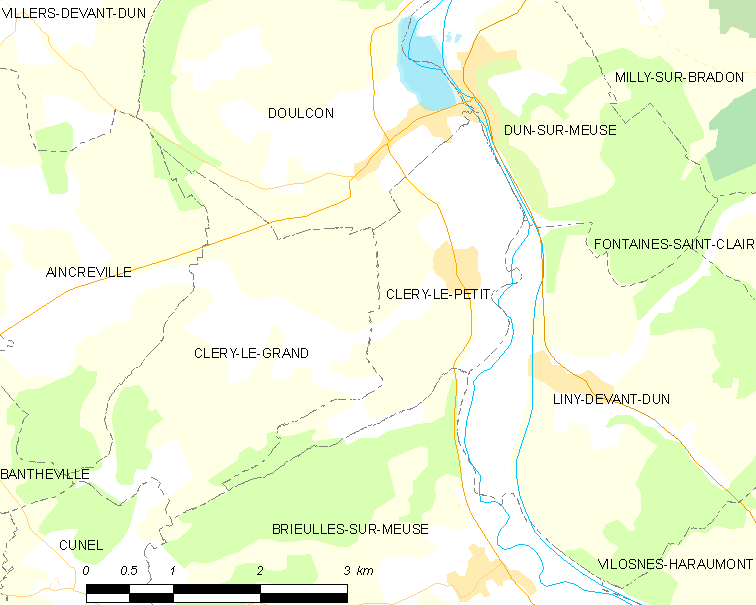
小克莱里的OSM定位图

小克莱里的时区为UTC+01:00、UTC+02:00（夏令时）。

## 行政
小克莱里的邮政编码为55110，INSEE市镇编码为55119。

## 政治
小克莱里所属的省级选区为斯特奈县。

## 人口

1962-2008年间小克莱里人口变化图示

小克莱里于2022年1月1日时的人口数量为189人。